# Gustav Šebor
Gustav Šebor (22. července 1920 – 2. dubna 2009) byl český chemik.

## Vzdělání
- maturant reálky v Praze (1938)[1]
- zápis na Vysokou školu chemicko–technologického inženýrství (1938) následné uzavření vysokých škol
- absolvent Vysoké školy chemicko–technologické (VŠCHT) v roce 1946
- Kandidát věd (CSc.) v roce 1963
- Doktor věd (Dr.Sc.) v roce 1975 na Vysoké škole báňské v Ostravě[2]

## Zaměstnání
- chemik v Ústavu pro vědecký výzkum uhlí v Praze (1939–1945)[1]
- řídicí funkce ve slovenských podnicích:
  - Lučebný a farmaceutický závod
  - závodě Štefana Bašťovanského
  - Kovohute
  - Drevoimpregna
- vedoucím oddělení úpravy nerostných surovin v Ústavu pro výzkum a využití paliv (1955–1958)
- vedoucí oddělení základního výzkumu úpravnického v Hornickém ústavu (1958)
- vedení Ústavu geologie a geotechniky ČSAV (1. březen 1979)
- ředitel Ústavu geologie a geotechniky ČSAV (1980–1987)
- ředitel Hornického ústavu ČSAV(1972)[3][ve zdroji nenalezeno]

## Vědecká činnost
- výzkum technologie výroby anhydridu kyseliny ftalové a kyseliny benzoové[1]
- spoluautor knihy Předcházení a zdolávání důlních požárů chemickými látkami (1957)[4]
- spoluautor knihy Chemické způsoby předcházení a zdolávání důlních požárů (1960, 1960)[5]
- kandidátská dizertační práce Čištění odpadních vod z uhelných úpraven
- doktorská dizertační práce Některé nové poznatky z úpravy velmi jemných a drobných zrn[6]
- kniha Organokovové sloučeniny vanadu a niklu v ropě[7]
- skripta stavební fakulty ČVUT Těžba a úprava nerostných surovin[8]
- člen korespondent ČSAV (1977)

## Vyznamenání
- nositel Řádu práce (21. duben 1980)[9]